# Pachnephorus baeticus
Pachnephorus baeticus is een keversoort uit de familie bladkevers (Chrysomelidae). De wetenschappelijke naam van de soort werd in 1882 gepubliceerd door Julius Weise.